# Pontplein

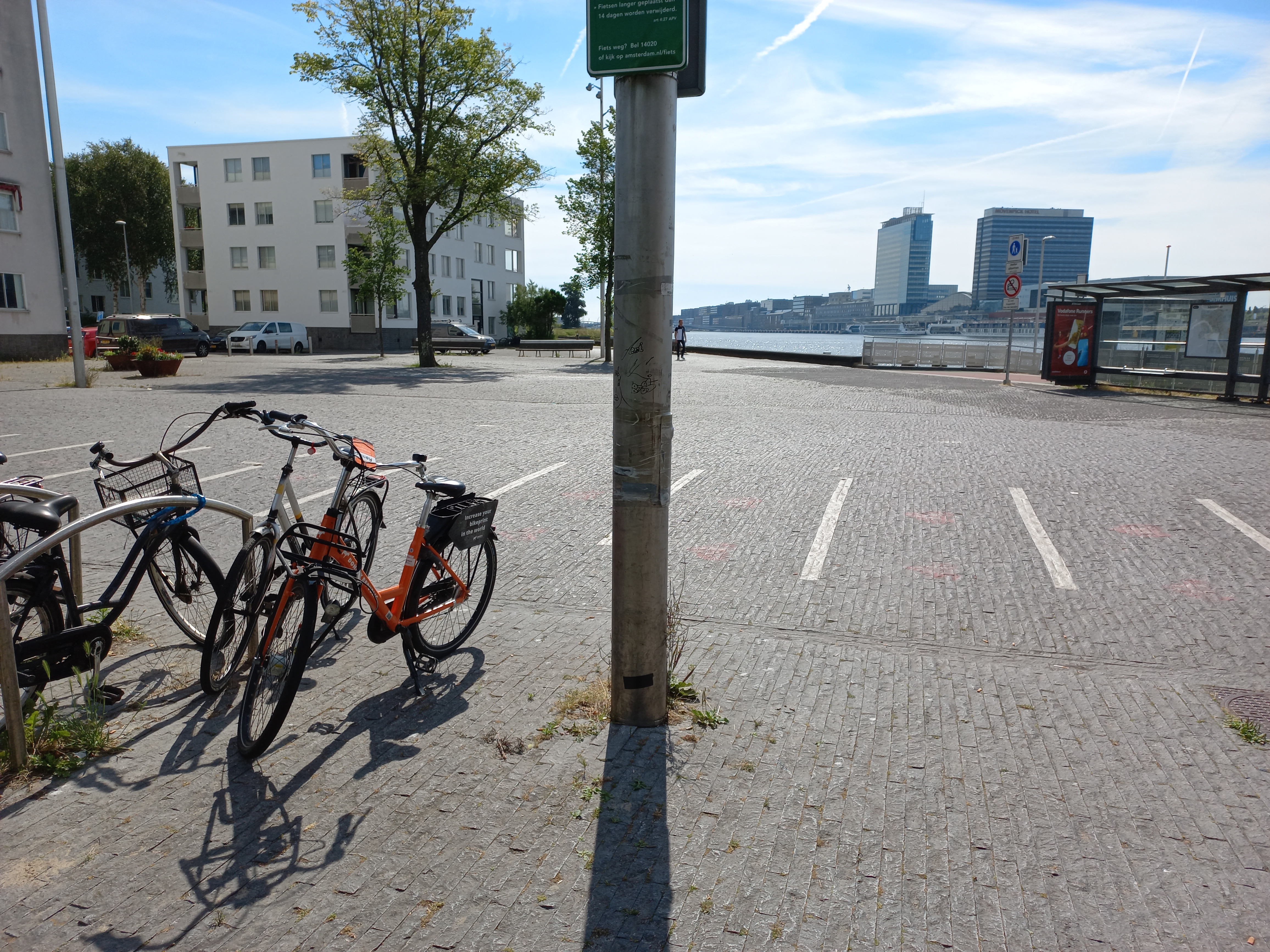
Pontplein met rechts het IJ en links bebouwing IJplein (juli 2022)

Pontplein is een plein in Amsterdam-Noord.
Het Pontplein kreeg haar naam in de periode 2006-2013. Het wordt nog niet vermeld in de Stadsatlas uitgebracht in 2006, maar wel in officiële stukken in 2013. Pontplein is vernoemd naar de aanlegsteigers van het IJpleinveer. Het wordt aan twee zijden belend door water; in het noorden en oosten gaat het over in de bebouwing van het IJplein. Vanaf het plein heeft men zicht op het rivier (zuiden) en de bijbehorende Sixhaven (westen).
Aan het plein staan twee gebouwtjes met horeca.